# Räumgeleit
Als Räumgeleit wird ein Verfahren der Minenabwehr in Flotten bezeichnet, das die Sicherheit von Kriegs- und Handelsschiffen beim Fahren in verminten Gewässern gewährleisten soll. Räumgeleite werden überwiegend dann eingesetzt, wenn nach dem Minenräumen in einem Gewässer erneut mit Minen gerechnet werden muss oder davon auszugehen ist, dass Seeminen mit unbekanntem Zündprinzip verlegt wurden.
Die im Räumgeleit eingesetzten Minenräumboote fahren dem zu schützenden Verband mit ausgebrachten Räumgeräten voraus, wobei sie je nach eingesetztem Räumgerät eine Staffelformation einnehmen oder in Rotten fahren. Die geleiteten Schiffe (Kriegs- oder Handelsschiffe) laufen in Kiellinie mit einem Abstand von mindestens einer halben Kabellänge (92,6 m) hinter den Räumschiffen.
Der Begriff entstammt der Fachsprache der Volksmarine, in anderen deutschen und westlichen Marinen ist das Verfahren nicht eingeführt.